# 太平小柚水蚤
太平小柚水蚤（学名：Chiridiella pacifica）为鷹嘴水蚤科小柚水蚤屬下的一个种。